# Campionato delle nazioni africane
Il campionato delle nazioni africane, noto con l'acronimo CHAN (in francese Championnat d'Afrique des nations, in inglese African Nations Championship), è un torneo calcistico organizzato dalla CAF e riservato a squadre nazionali formate solo da calciatori che giocano nel campionato del paese. I calciatori che giocano all'estero non possono essere convocati.
La prima edizione (vinta dalla RD del Congo) fu organizzata in Costa d'Avorio nel 2009 e vi parteciparono 8 squadre. A partire dal 2011 il numero delle squadre partecipanti è salito a 16, a 18, e poi a 19 dal 2024.
Il torneo si gioca a cadenza biennale, ad anni alterni rispetto alla Coppa delle nazioni africane. Per accedere alla fase finale, per una nazionale è necessario superare un rispettivo turno di qualificazione, corrispondente a una delle sei zone geografiche (Settentrionale, Ovest A, Ovest B, Centrale, Centro-Orientale e Meridionale), tramite partite andata e ritorno. Le nazionali qualificate alla fase finale vengono poi raggruppate in almeno due gironi (quattro dall'edizione 2011 e poi cinque dal 2022): le prime due classificate di ogni girone (e le prime se il girone è a tre squadre) accedono alla fase a eliminazione diretta, con eventuale finale per il terzo posto.
Attuale detentore del trofeo è il Senegal, che nell'edizione 2022 (rinviata l'anno successivo a causa della pandemia di COVID-19) ha battuto in finale l'Algeria ai calci di rigore, vincendo il suo primo titolo nella competizione. Nell'albo d'oro figurano al primo posto il Marocco e la RD del Congo, a pari merito con due successi. Dopo di loro, seguono Libia e Tunisia, anche loro a pari merito così come il neocampione Senegal con una sola vittoria.
Nessuna nazionale ha partecipato a tutte le edizioni del torneo; al momento il numero di maggiori partecipazioni spetta alla RD del Congo e all'Uganda, con 6 partecipazioni; quest'ultima si è sempre qualificata alla fase finale dal 2011, mentre la RD del Congo ha saltato l'edizione del 2018. Se si salta l'edizione inaugurale vinta appunto dalla RD del Congo, la Tunisia è l'unica nazionale ad aver vinto il torneo (nel 2011) al suo esordio.

## Edizioni
| Anno | Nazione ospitante     |              | Finale 1º/2º posto | Finale 1º/2º posto | Finale 1º/2º posto |                 | Finale 3º/4º posto | Finale 3º/4º posto | Finale 3º/4º posto |
| Anno | Nazione ospitante     | Campione     | Risultato          | Secondo posto      | Terzo posto        | Risultato       | Quarto posto       |                    |                    |
| ---- | --------------------- | ------------ | ------------------ | ------------------ | ------------------ | --------------- | ------------------ | ------------------ | ------------------ |
| 2009 | Costa d'Avorio        | RD del Congo | 2 – 0              | Ghana              | Zambia             | 2 – 1           | Senegal            |                    |                    |
| 2011 | Sudan                 | Tunisia      | 3 – 0              | Angola             | Sudan              | 1 – 0           | Algeria            |                    |                    |
| 2014 | Sudafrica             | Libia        | 0 - 0 (4-3 dtr)    | Ghana              | Nigeria            | 1 - 0           | Zimbabwe           |                    |                    |
| 2016 | Ruanda                | RD del Congo | 3 - 0              | Mali               | Costa d'Avorio     | 2 - 1           | Guinea             |                    |                    |
| 2018 | Marocco               | Marocco      | 4 - 0              | Nigeria            | Sudan              | 1 - 1 (4-2 dtr) | Libia              |                    |                    |
| 2020 | Camerun               | Marocco      | 2 – 0              | Mali               | Guinea             | 2 – 0           | Camerun            |                    |                    |
| 2022 | Algeria               | Senegal      | 0 - 0 (5-4 dtr)    | Algeria            | Madagascar         | 1 – 0           | Niger              |                    |                    |
| 2024 | Kenya Tanzania Uganda |              |                    |                    |                    |                 |                    |                    |                    |

## Medagliere per nazioni
| Nazione        | Vittorie        | Secondi posti  | Terzi posti     | Quarti posti |
| -------------- | --------------- | -------------- | --------------- | ------------ |
| RD del Congo   | 2 (2009, 2016)  | -              | -               | -            |
| Marocco        | 2 (2018*, 2021) | -              | -               | -            |
| Libia          | 1 (2014)        | -              | -               | 1 (2018)     |
| Senegal        | 1 (2022)        | -              | -               | 1 (2009)     |
| Tunisia        | 1 (2011)        | -              | -               | -            |
| Ghana          | -               | 2 (2009, 2014) | -               | -            |
| Mali           | -               | 2 (2016, 2021) | -               | -            |
| Nigeria        | -               | 1 (2018)       | 1 (2014)        | -            |
| Algeria        | -               | 1 (2022*)      | -               | 1 (2011)     |
| Angola         | -               | 1 (2011)       | -               | -            |
| Sudan          | -               | -              | 2 (2011*, 2018) | -            |
| Guinea         | -               | -              | 1 (2021)        | 1 (2016)     |
| Costa d'Avorio | -               | -              | 1 (2016)        | -            |
| Zambia         | -               | -              | 1 (2009)        | -            |
| Madagascar     | -               | -              | 1 (2022)        | -            |
| Zimbabwe       | -               | -              | -               | 1 (2014)     |
| Camerun        |                 |                |                 | 1 (2021)     |
| Niger          |                 |                |                 | 1 (2022)     |

*=Risultato ottenuto come Paese ospitante.

### Dettagli sui piazzamenti
| Nazione            | 2009 | 2011 | 2014 | 2016 | 2018 | 2020 | 2022 | 2024 | Anni |
| ------------------ | ---- | ---- | ---- | ---- | ---- | ---- | ---- | ---- | ---- |
| Algeria            |      | 4º   |      |      |      |      | 2º   |      | 2    |
| Angola             |      | 2º   |      | GS   | QF   |      | GS   | q    | 4    |
| Burkina Faso       |      |      | GS   |      | GS   | GS   |      | q    | 3    |
| Burundi            |      |      | GS   |      |      |      |      |      | 1    |
| Camerun            |      | QF   |      | QF   | GS   | 4º   | GS   |      | 5    |
| Rep. Centrafricana |      |      |      |      |      |      |      | q    | 1    |
| Rep. del Congo     |      |      | GS   |      | QF   | QF   | GS   |      | 4    |
| RD del Congo       | 1º   | QF   | QF   | 1º   |      | QF   | GS   | q    | 6    |
| Costa d'Avorio     | GS   | GS   |      | 3º   | GS   |      | QF   |      | 5    |
| Etiopia            |      |      | GS   | GS   |      |      | GS   |      | 3    |
| Gabon              |      | GS   | QF   | GS   |      |      |      |      | 3    |
| Ghana              | 2º   | GS   | 2º   |      |      |      | QF   |      | 4    |
| Guinea             |      |      |      | 4º   | GS   | 3º   |      | q    | 3    |
| Guinea Equatoriale |      |      |      |      | GS   |      |      | q    | 1    |
| Kenya              |      |      |      |      |      |      |      | q    | 1    |
| Libia              | GS   |      | 1º   |      | 4º   | GS   | GS   |      | 4    |
| Madagascar         |      |      |      |      |      |      | 3º   | q    | 1    |
| Mali               |      | GS   | QF   | 2º   |      | 2º   | GS   |      | 5    |
| Marocco            |      |      | QF   | GS   | 1º   | 1º   | Rit. | q    | 5    |
| Mauritania         |      |      | GS   |      | GS   |      | QF   | q    | 3    |
| Mozambico          |      |      | GS   |      |      |      | QF   |      | 2    |
| Namibia            |      |      |      |      | QF   | GS   |      |      | 2    |
| Niger              |      | QF   |      | GS   |      | GS   | 4º   | q    | 4    |
| Nigeria            |      |      | 3º   | GS   | 2º   |      |      | q    | 3    |
| Ruanda             |      | GS   |      | QF   | GS   | QF   |      |      | 4    |
| Senegal            | 4º   | GS   |      |      |      |      | 1º   | q    | 3    |
| Sudafrica          |      | QF   | GS   |      |      |      |      |      | 2    |
| Sudan              |      | 3º   |      |      | 3º   |      | GS   | q    | 3    |
| Tanzania           | GS   |      |      |      |      | GS   |      | q    | 2    |
| Togo               |      |      |      |      |      | GS   |      |      | 1    |
| Tunisia            |      | 1º   |      | QF   |      |      |      |      | 2    |
| Uganda             |      | GS   | GS   | GS   | GS   | GS   | GS   | q    | 6    |
| Zambia             | 3º   |      |      | QF   | QF   | QF   |      | q    | 4    |
| Zimbabwe           | GS   | GS   | 4º   | GS   |      | GS   |      |      | 5    |
| Totale             | 8    | 16   | 16   | 16   | 16   | 16   | 18   | 19   |      |

Legenda
- 1º – Vincitore
- 2º – Secondo
- 3º – Terzo
- 4º – Quarto

- QF – Quarti di finale
- GS – Fase a gruppi
- q – Qualificata
- _ – Paese ospitante